# Association for Women in Computing
L'Associació de Dones en Computació (AWC) de l'anglès Association for Women in Computing), és una organització professional de dones en informàtica. La societat és membre de l'Institut per a la Certificació de Professionals d'Informàtica (ICCP).

## Propòsits
El principal propòsit de la AWC és brindar oportunitats per al creixement professional a través de la creació de xarxes, programes sobre temes tècnics, una educació contínua i la tutoria.
AWC recolza i promou el treball en xarxa entre els seus membres, tant en l'àmbit presencial com a través d'internet. També fomenta la formació de capítols d'estudiants en col·legis i universitats així com uns alts estàndards de competència.
L'associació està governada per una junta directiva que representa a tots els capítols locals.

## Història
L'associació fou fundada en 1978 a Washington com una organització sense ànim de lucre, National Association for Women in Computing. AWC és una de les primeres organitzacions professionals per a dones en el camp de la informàtica i es dedica a promoure l'avanç de les dones en les professions informàtiques. Entre les seves membres s'hi troben un gran rang de professionals de la informàtica, com a programadores, analistes de sistemes, operadores, redactores tècniques, especialistes en Internet, formadores i consultores.

## Seus
AWC té sucursals a:
- Houston, Texas
- Bozeman, Montana
- Nova Jersey
- Seattle, Washington
- Twin Cities, Minnesota (Minneapolis-Saint Paul)

## Premi Ada Lovelace Awards
És un premi concedit anualment per l'AWC anomenat en honor a Augusta Ada Byron Lovelace, primera programadora de computació.
S'atorga a persones que s'han destacat i excel·lit en una o en totes dues de les àrees següents:
1. Assoliment científic i tècnic excel·lent
2. Servei extraordinari a la comunitat informàtica a través dels mèrits i contribucions en la representació de les dones en l'àmbit informàtic.[3]